# Araneus flavisternis
Araneus flavisternis là một loài nhện trong họ Araneidae.
Loài này thuộc chi Araneus. Araneus flavisternis được Tord Tamerlan Teodor Thorell miêu tả năm 1878.